# Alta Badia
Alta Badia è il nome con cui si indica la porzione a monte della Val Badia, separata dal resto di questa all'altezza della gola del Punt de Fer. In quest'area si estendono i comuni altoatesini di cultura ladina di Corvara in Badia, Badia. Tali comuni formano inoltre il comprensorio turistico omonimo che include anche il comune di La Valle.

## Descrizione
La valle confina con le altre valli dolomitiche da cui è separata dai passi dolomitici Gardena (che segna il confine con la valle omonima), Campolongo (che collega ad Arabba ed alla Valle del Cordevole), di Valparola e Falzarego (che portano a Cortina d'Ampezzo e alla valle del Boite).

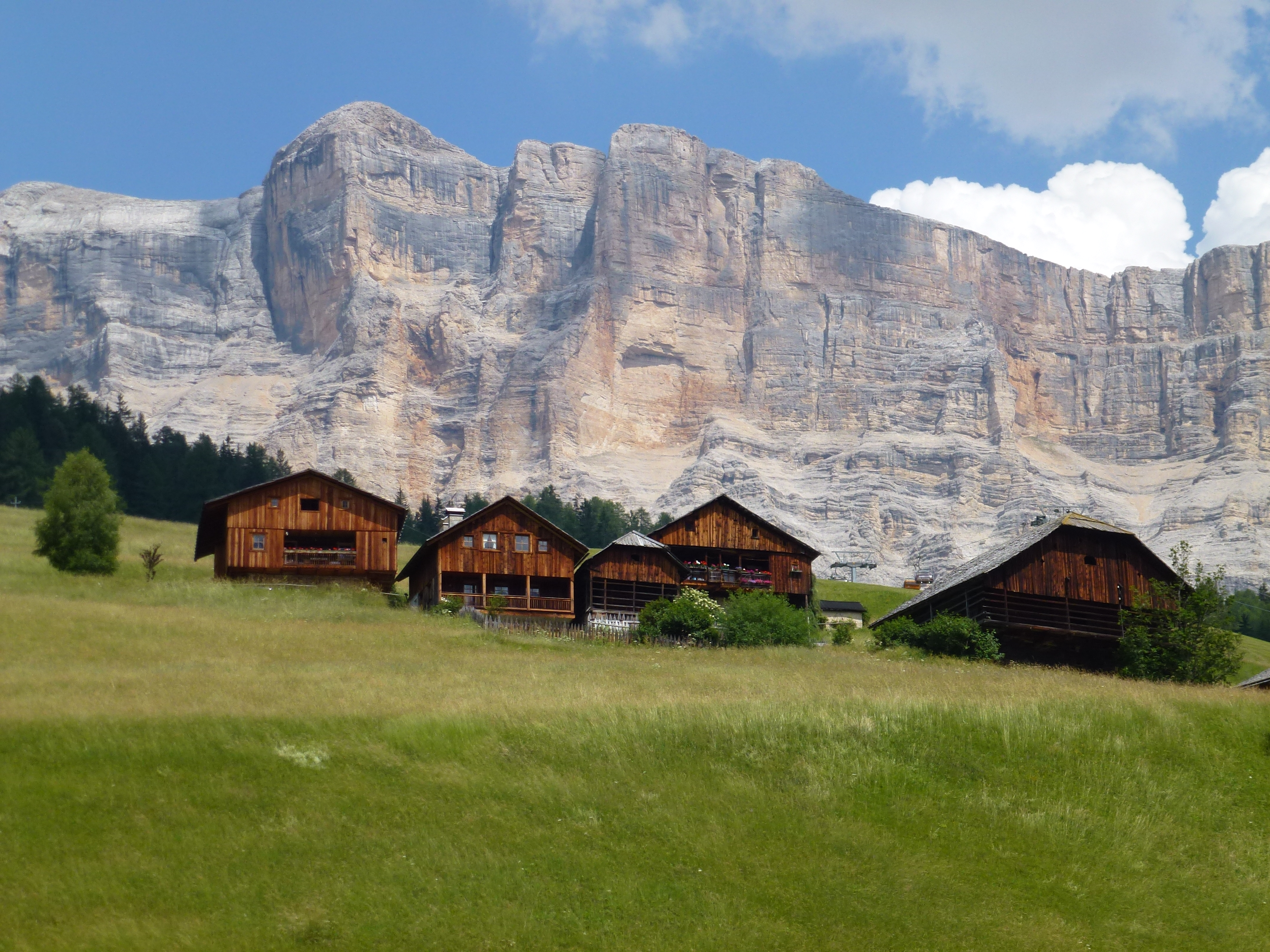
Le viles ladine sono uno degli elementi caratterizzanti del panorama dell'Alta Badia. Il prati curati sono frutto di una secolare tradizione tuttora viva grazie alla sopravvivenza dell'istituzione del maso chiuso

### Popolazione
La popolazione autoctona di questa valle è di madrelingua ladina (ca. 85-90% della popolazione). L'Alta Badia è ufficialmente trilingue, e tutte le denominazioni sono riportate in italiano, ladino e tedesco.

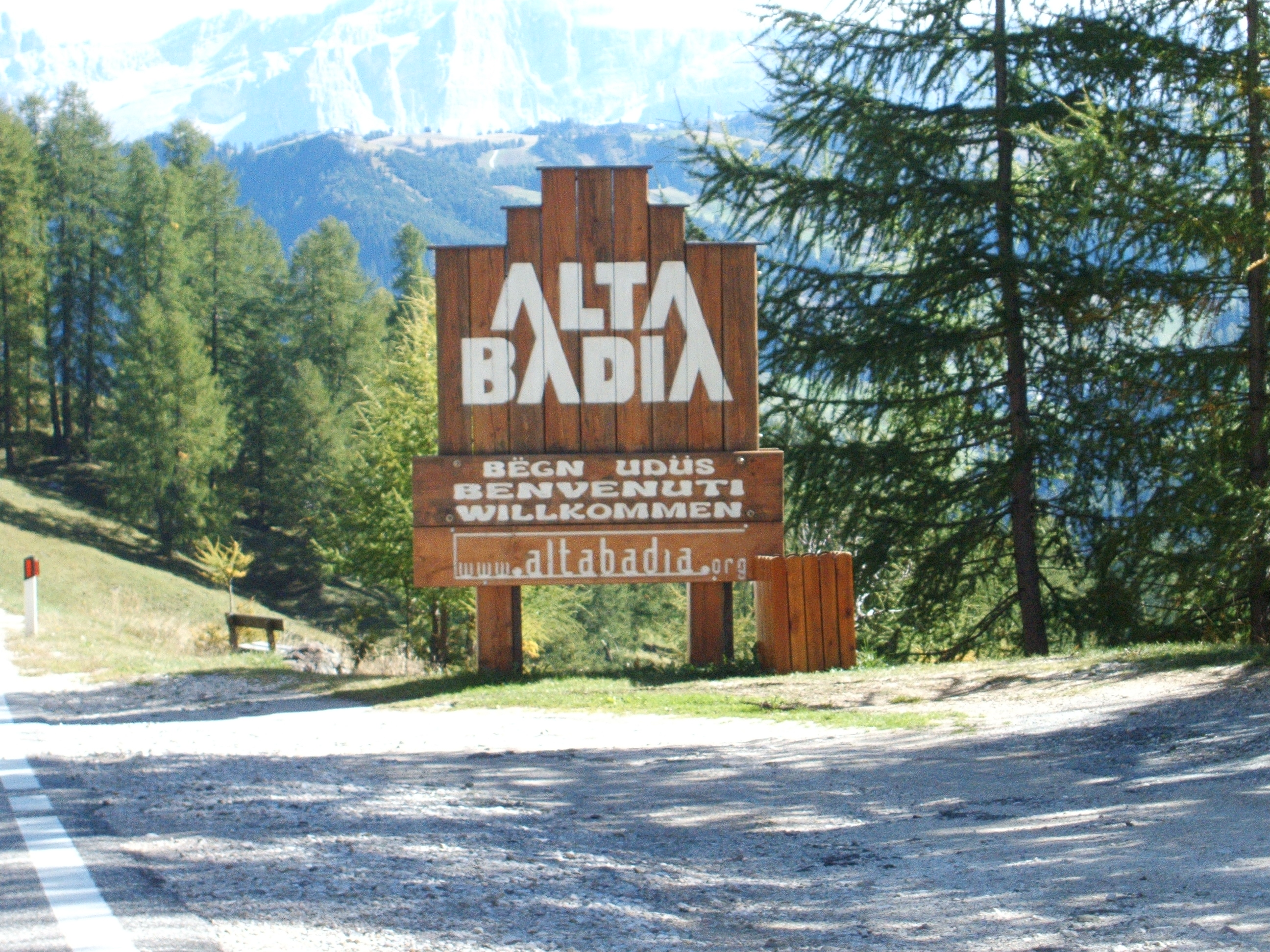
Il cartello trilingue d'inizio dell'Alta Badia, scendendo dal Passo Gardena

### Centri abitati
I paesi situati nella zona dell'Alta Badia sono: Corvara, Colfosco, La Villa, San Cassiano e Badia: l'abitato più grande è formato dalle frazioni di Pedraces, sede del comune di Badia, e di San Leonardo (che formano un agglomerato unico chiamato spesso impropriamente Badia). Lo stesso comune include inoltre le località di San Cassiano e di La Villa. Corvara, pur avendo solamente circa 700 abitanti, è sede del comune di Corvara in Badia, che comprende anche Colfosco, ed è anche il paese più importante della valle dal punto di vista turistico.
Il paese di La Valle invece è situato nella parte bassa della Val Badia. Fa parte tuttavia dell'Alta Badia prendendone parte nel consorzio turistico. Ne rappresenta in qualche modo una eccezione, essendo l'unico comune a non avere nel proprio territorio nessun tipo di impianto a fune per il turismo invernale.

## Storia

### Preistoria e primi insediamenti
Nel 1987 sono state ritrovate, in una grotta ai piedi del monte Conturines, nel parco naturale di Fanes-Sennes-Braies, numerose ossa d'orso datate tra i 60.000 e i 40.000 anni fa.
All'incrica 9000 anni fa i primi uomini, per lo più cacciatori e raccoglitori nomadi, scoprirono la zona e iniziarono ad alternare la vita nelle valli d'estate e nei boschi d'inverno. Soltanto nel 1700 a.C., come dimostrato dai reperti di Sotciastel, gli uomini cominciarono a stabilirsi in maniera duratura nell'Alta Badia.

### Antichità
Prima della conquista romana, anche l'Alta Badia era occupata dalla popolazione dei Reti, i cui ritrovamenti fanno ipotizzare che si trattasse per la maggior parte di contadini. Il primo documento scritto nelle valli ladine si trova su un piccolo passo in pietra a Livinallongo del Col di Lana, sul Monte Pore, in un alfabeto di origine etrusca.
Nel corso del I secolo a.C. i Romani conquistano i territori ladini delle Dolomiti, integrandoli nel loro impero e uniformando l'organizzazione di questi territori a quella del resto d'Italia. Lo scontro tra la lingua dei Reti e il latino porterà alla nascita della lingua ladina, che è tuttora parlata in diverse zone delle Alpi, compresa l'Alta Badia.

### Medioevo ed Età Moderna
Dopo la caduta dell'Impero Romano, la popolazione trentina dovette affrontare la minaccia di diverse popolazioni straniere, e in particolare l'Alto Adige venne germanizzato e integrato nei domini asburgici. Attorno all'anno 1000 la regione alpina venne cristianizzata, e nel 1027 la Chiesa fondò il principato di Bressanone, che comprendeva la parte orografica sinistra della Val Badia. La parte orografica destra venne assegnata al convento benedettino di Castel Badia nel 1030. È proprio in questo periodo che compare per la prima volta la denominazione "Badia".
Dopo lo scioglimento del convento di Castel Badia (1785) e con la secolarizzazione del principato di Bressanone (1803) la Val Badia divenne parte del Tirolo, che al termine delle guerre napoleoniche sarebbe tornato ufficialmente parte dell'Impero austriaco.

### Prima guerra mondiale
In quanto parte dell'Impero austro-ungarico, nelle valli ladine la prima guerra mondiale scoppiò nel 1914, e in particolare durante il primo conflitto mondiale la regione alpina si sarebbe trasformata in uno scenario di guerra orribile, in quanto regione di confine tra Austria e Italia, rivendicata da entrambe. Al termine della guerra, nel 1919, l'Alto Adige sarebbe diventato parte del Regno d'Italia.

### L'avvento del turismo
Già dalla seconda metà del XVIII secolo i primi escursionisti incominciarono a scalare le Dolomiti. La regione poteva vantare alcune delle più famose guide alpine formatesi alla scuola del Club Alpino tedesco-austriaco, ad esempio a Corvara c'erano i fratelli Kostner e a Badia Josef Adang.

## Turismo

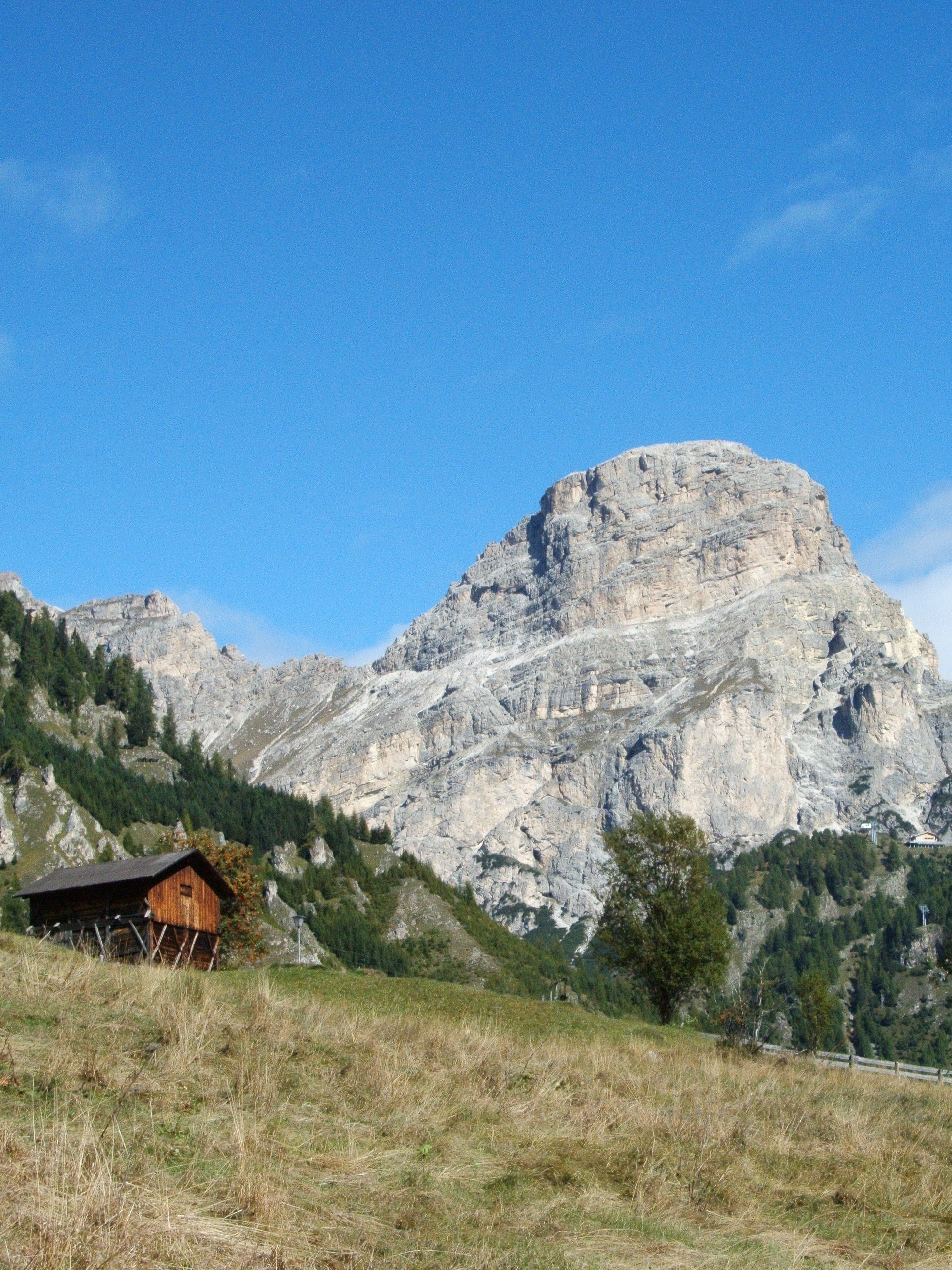
Sassongher, una delle cime simbolo della Val Badia, visto dal Passo Gardena

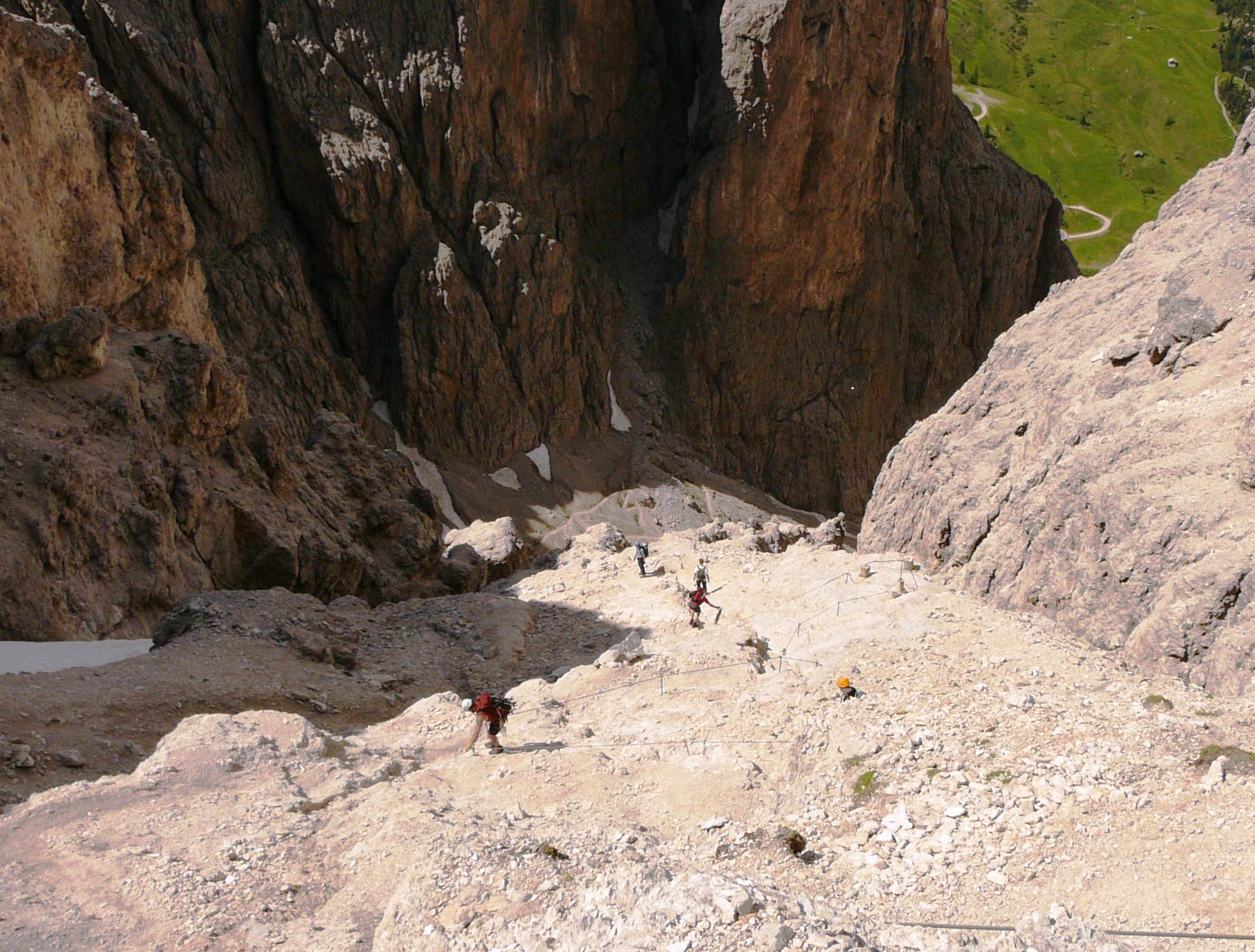
Via Ferrata Tridentina

Le attività principali dell'Alta Badia sono tutte correlate al turismo che è la fonte di sostentamento principale per i badioti. Il turismo, sia estivo che invernale, ha fatto nascere molteplici servizi ricettivi (alberghi, ristoranti, negozi, impianti di risalita, rifugi). Il primo sviluppo delle attività turistiche in Alta Badia è legato a figure di alpinisti, pionieri dello sci e imprenditori come Franz, Cesco ed Erich Kostner.

### Estivo

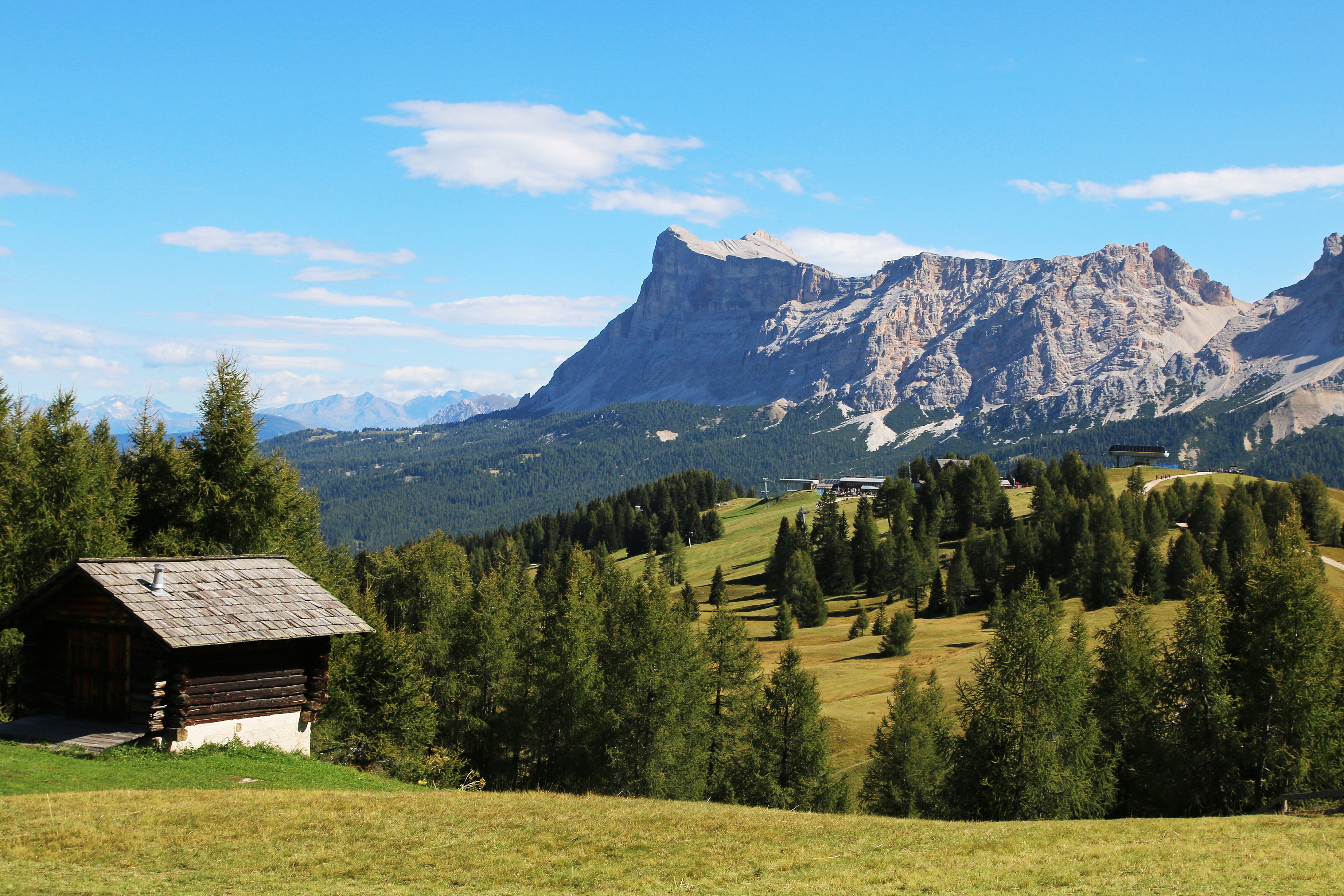
Vista sul Sasso di Santa Croce dai prati di Pralongià

Durante l'estate l'attività turistica è legata sulle escursioni all'aria aperta e all'alpinismo. Molti impianti di risalita rimangono aperti anche durante il periodo estivo in modo da favorire la salita a monte e numerosi rifugi propongono agli escursionisti piatti tipici. I percorsi alpinistici variano dalle più semplici passeggiate a valle, alle difficili traversate e alle impegnative vie ferrate, tra cui le più note sono la ferrata Tridentina, la ferrata del Piz da Lec, la ferrata del Vallon, la ferrata del Piccolo Cir e la ferrata Cesare Piazzetta. I gruppi montuosi su cui ci si può avventurare sono: il gruppo del Sella, il gruppo del Puez compreso nel parco naturale Puez-Odle, il Gruppo del Sasso della Croce, La Varella e Conturines compresi nel parco naturale Fanes - Sennes e Braies. Molto apprezzati sono anche i numerosi alpeggi che offrono escursioni piacevoli senza dislivelli eccessivi come il Pralongià, Armentara e Rit.

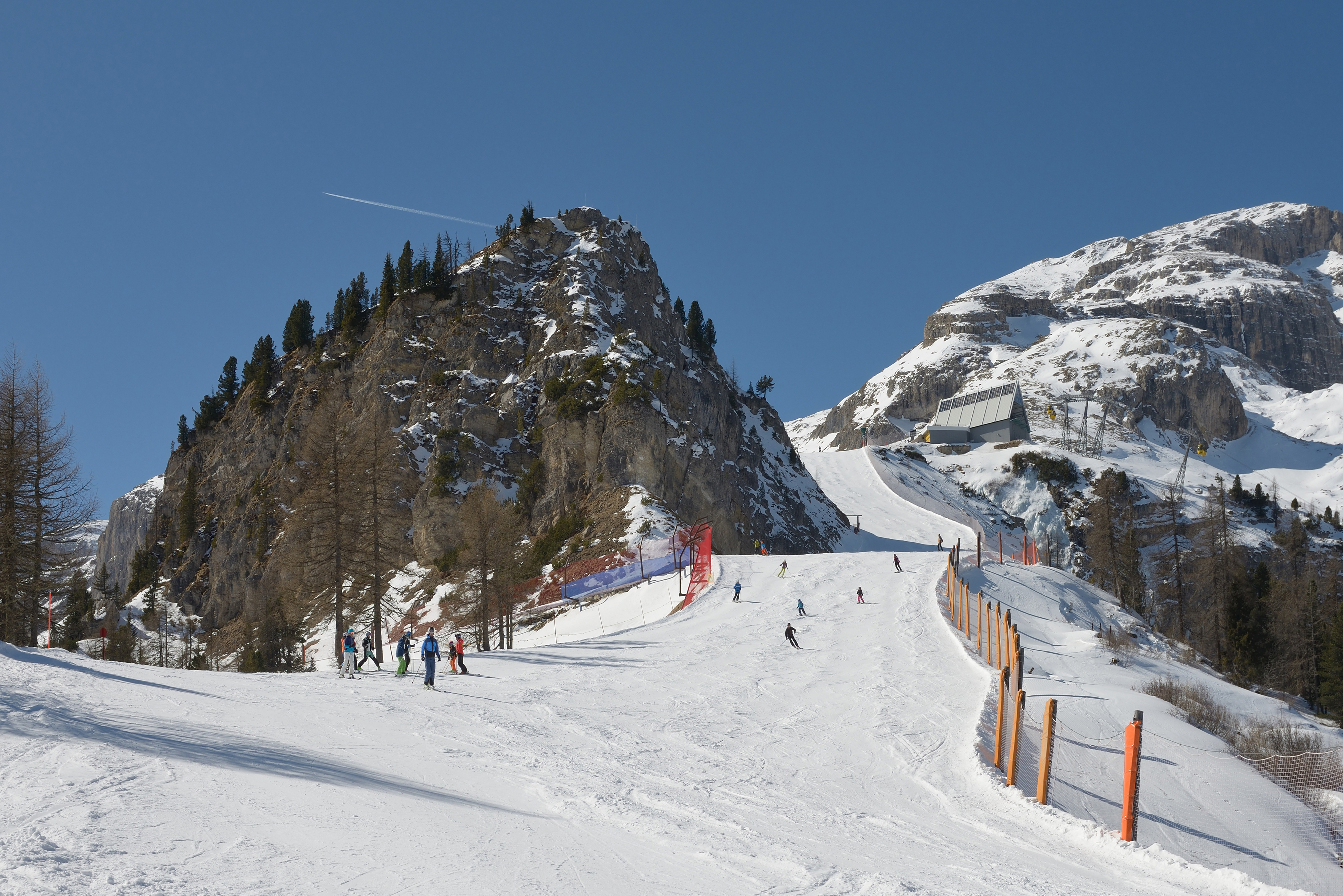
Veduta del massiccio del Sella e della pista Boé.

## Sci
Nella stagione invernale si concentra il maggior afflusso di visitatori. La valle è compresa nel carosello della Sellaronda, ossia un percorso sciistico che ruota attorno al gruppo del Sella, e in quello della Grande Guerra, che ripercorre i luoghi in cui è stata combattuta la prima guerra mondiale. I 53 impianti di risalita all'avanguardia e i 130 km di piste da sci la rendono uno dei comprensori sciistici più grandi in Italia. L'Alta Badia ospita inoltre una gara della Coppa del mondo di sci maschile sulla pista Gran Risa (a La Villa).
Il comprensorio è formato da un insieme di aree sciistiche:
- La Crusc, piste al di sopra della località di San Leonardo nel comune di Badia ai piedi del Sasso di Santa Croce;
- Gardenacia, gruppo di piste a ridosso dell'omonimo rilievo sopra il paese di La Villa;
- Pralongià, un'alpe racchiusa fra le località di La Villa, San Cassiano e Corvara in Badia, con le relative cime di arrivo dell'impianto principale, rispettivamente Piz La Ila, Piz Sorega e Col Alt;
- Boè, piste a ridosso del Gruppo del Sella nel comune di Corvara;
- Colfosco, area della Valle della Stella Alpina e del Passo Gardena.

Sci ai piedi l'Alta Badia è collegata anche con i comprensori sciistici della Sellaronda; direttamente al Passo Gardena con la Val Gardena e al Passo di Campolongo con Arabba-Porta Vescovo e, indirettamente, tramite questi anche con la Val di Fassa. Inoltre dalla stagione invernale 2008-09 è collegata al comprensorio del Plan de Corones, grazie all'apertura della nuova pista "Piculin" che dal Piz de Plaies scende a Piccolino e rende il tragitto tra i due comprensori (Paraciora-Piculin) realizzabile con un trasferimento via bus della durata di 20 minuti.

### Impianti di risalita
L'Alta Badia ha 53 impianti di risalita.
| n° impianto | tipologia   | nome             | lunghezza | dislivello |
| ----------- | ----------- | ---------------- | --------- | ---------- |
| 1           | cabinovia   | Col Alto         | 920       | 420        |
| 2           | seggiovia   | Braia Fraida     | 1197      | 123        |
| 3           | seggiovia   | Roby             | 548       | 116        |
| 4           | seggiovia   | Pre dai Corf     | 745       | 137        |
| 5           | cabinovia   | Piz La Ila       | 1716      | 647        |
| 6           | seggiovia   | Bamby            | 713       | 290        |
| 7           | seggiovia   | La Brancia       | 615       | 143        |
| 8           | seggiovia   | Biok             | 906       | 173        |
| 9           | seggiovia   | Ciampai          | 587       | 119        |
| 10          | seggiovia   | Codes            | 426       | 75         |
| 11          | cabinovia   | Piz Sorega       | 1659      | 455        |
| 12          | sciovia     | Armentarola      | 579       | 77         |
| 13          | sciovia     | Capanna Nera     | 903       | 115        |
| 14          | sciovia     | Pralongiá I      | 765       | 150        |
| 15          | seggiovia   | Pralongiá        | 1109      | 310        |
| 16          | seggiovia   | Pralongiá II     | 1079      | 233        |
| 17          | sciovia     | Crep de Mont     | 1136      | 254        |
| 18          | sciovia     | Abrusé           | 280       | 56         |
| 19          | cabinovia   | Boé              | 2521      | 653        |
| 20          | seggiovia   | Vallon           | 1029      | 330        |
| 21          | seggiovia   | Arlara           | 1207      | 340        |
| 22          | sciovia     | La Para          | 383       | 100        |
| 23          | seggiovia   | Costoratta       | 676       | 217        |
| 24          | seggiovia   | Cherz II         | 846       | 234        |
| 25          | seggiovia   | Vizza            | 1620      | 324        |
| 27          | sciovia     | Incisa           | 1203      | 208        |
| 28          | seggiovia   | Masarei          | 1859      | 379        |
| 29          | seggiovia   | Costes da l'Ega  | 548       | 68         |
| 30          | seggiovia   | La Fraina        | 730       | 210        |
| 31          | seggiovia   | Cherz I          | 928       | 243        |
| 32          | seggiovia   | Pre Ciablun      | 356       | 17         |
| 34          | cabinovia   | Borest           | 1288      | 59         |
| 36          | seggiovia   | Sodlisia         | 784       | 108        |
| 37          | sciovia     | Pezzei           | 438       | 56         |
| 39          | cabinovia   | Plans            | 1158      | 173        |
| 40          | cabinovia   | Frara            | 1430      | 384        |
| 42          | seggiovia   | Val Setus        | 379       | 103        |
| 45          | cabinovia   | Col Pradat       | 514       | 318        |
| 46          | cabinovia   | Colfosco         | 1342      | 256        |
| 49          | seggiovia   | Stella Alpina    | 602       | 129        |
| 50          | seggiovia   | Forcelles        | 1014      | 303        |
| 54          | seggiovia   | Colz             | 188       | 26         |
| 55          | cremagliera | Ferata Gran Risa | 63        | 22         |
| 56          | seggiovia   | Gardenaccia      | 1215      | 354        |
| 57          | seggiovia   | La Rüa           | 187       | 31         |
| 58          | seggiovia   | Doninz           | 231       | 44         |
| 59          | sciovia     | Col d'Altin      | 173       | 17         |
| 60          | sciovia     | Baby Pedraces    | 274       | 35         |
| 61          | seggiovia   | La Crusc 1       | 2068      | 501        |
| 62          | cabinovia   | La Crusc 2       | 958       | 184        |
| 63          | seggiovia   | Pradüc           | 958       | 4          |
| 64          | seggiovia   | Sponata          | 1328      | 360        |
| 1/01        | cabinovia   | Lagazuoi         | 956       | 635        |

### Piste
Le piste dell'Alta Badia raggiungono complessivi i 130 km percorribili. La loro preparazione notturna richiede lo schieramento di una flotta di oltre 90 Gatti delle nevi. Le piste sono suddivise in 74 km di piste facili (contrassegnate in blu), 47 km di piste di media difficoltà (rosse) e 9 km di piste di difficoltà elevata (nere).